# Acrobasis acrobasella
Acrobasis acrobasella is een vlinder van de familie van de snuitmotten (Pyralidae). De wetenschappelijke naam van deze soort is voor het eerst voorgesteld als Heterographis acrobasella door Hans Rebel in een publicatie uit 1927.
De soort komt voor in Egypte, Saudi-Arabië en Iran.